# Hébertisten
Die Hébertisten (fr. Hébertistes) waren eine Gruppierung antiklerikaler und sozialrevolutionärer Cordeliers während der Französischen Revolution. Die nicht selbst (aber in der Historiographie) verwendete Bezeichnung geht auf ihren bekanntesten Vertreter zurück, den Publizisten Jacques-René Hébert.
Die Hébertisten stellten einen losen, wenn auch einflussreichen Zusammenschluss von Mitgliedern des Nationalkonvents, der Stadtgemeinde (Commune) von Paris und des politischen Club des Cordeliers dar, deren Sprachrohr Hébert und seine Zeitung Le Père Duchesne waren. Als Gruppierung bereits seit 1791 deutlich wahrnehmbar, traten die Hébertisten seit der Verschärfung der innenpolitischen Lage durch den Beginn des Ersten Koalitionskrieges im April 1792 stärker in Erscheinung und nahmen entscheidenden Einfluss auf den Sturz der Girondisten im Mai/Juni 1793. Ihre Machtstellung behielten sie bis Anfang 1794, wobei sie auf die Unterstützung besonders der Sansculotten zählen konnten. Auf ihr Wirken gingen mehrere Gesetze des Nationalkonvents zurück: z. B. das loi des suspects (Gesetz über die Verdächtigen) und das loi du maximum général (allgemeines Höchstpreisgesetz), beide vom September 1793.
Die Hébertisten betrieben eine radikale Religionspolitik. Sie unterstützten die Verbreitung des Kults der Vernunft und strebten schließlich die völlige Entchristianisierung der Republik an. Innen- wie außenpolitisch proklamierten sie den Volkskrieg bis zum Äußersten, wirtschaftspolitisch wurden Maßnahmen zur gerechteren Verteilung des Volkseinkommens und zur Steuerung der Wirtschaft gefordert, wobei im Gegensatz zu den noch radikaleren Enragés die völlige Aufhebung des Privatbesitzes nicht beabsichtigt war.
Die im Juni 1793 eingeleitete Terreur zur Unterdrückung aller konterrevolutionären Aktivitäten fand bei den Hébertisten einmütige Unterstützung und wurde sogar für ungenügend befunden. Der bereits über Religionsfragen entstandene Bruch mit den Robespierristen, für die der Deismus bzw. der Glaube an ein höchstes Wesen eine zentrale Rolle spielte, vertiefte sich Anfang 1794, als Hébert den Wohlfahrtsausschuss unter der Führung Maximilien de Robespierres wegen seiner „Mäßigung“ und der zunehmenden Teuerung der Lebenshaltungskosten angriff. In der Nacht vom 13. auf den 14. März 1794 ließ die Regierung zwanzig führende Hébertisten und Cordeliers, die sie als zu radikal und gefährlich einstufte, verhaften und nach einem viertägigen Prozess vor dem Revolutionstribunal neunzehn von ihnen am 24. März 1794 guillotinieren.

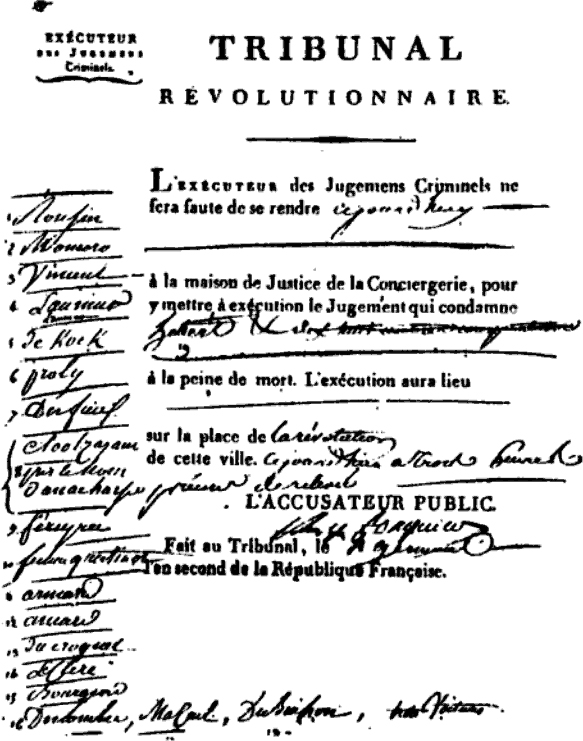
Der Hinrichtungsbefehl der Hébertisten, veröffentlicht vom Revolutionstribunal und unterzeichnet von Antoine Fouquier-Tinville

Das Gericht verhängte das Urteil mit folgender Begründung:
« Auteurs ou complices d'une conspiration contre la liberté et la sûreté du peuple français, tendante à troubler l'État par une guerre civile, en armant les citoyens les uns contre les autres ; contre l'exercice de l'autorité légitime, par suite de laquelle dans le courant de ventôse dernier des conjurés devaient dissoudre la représentation nationale, en assassiner les membres et les patriotes, détruire le gouvernement républicain, s'emparer de la souveraineté du peuple et donner un tyran à l'État. » („Urheber oder Komplizen einer Verschwörung gegen die Freiheit und Sicherheit des französischen Volks, die versuchte, den Staat durch einen Bürgerkrieg umzustürzen, indem sie die einen Bürger gegen die anderen bewaffnete; einer Verschwörung gegen die Ausübung der rechtmäßigen Staatsgewalt zufolge derer die Verschwörer noch im Laufe des Februar/März das Parlament aufgelöst, dessen Mitglieder und die Patrioten ermordet, die Regierung der Republik zerstört, sich der Volkssouveränität entledigt und einen Tyrannen an die Staatsspitze gestellt hätten.“)

## Galerie

Jacques Hébert
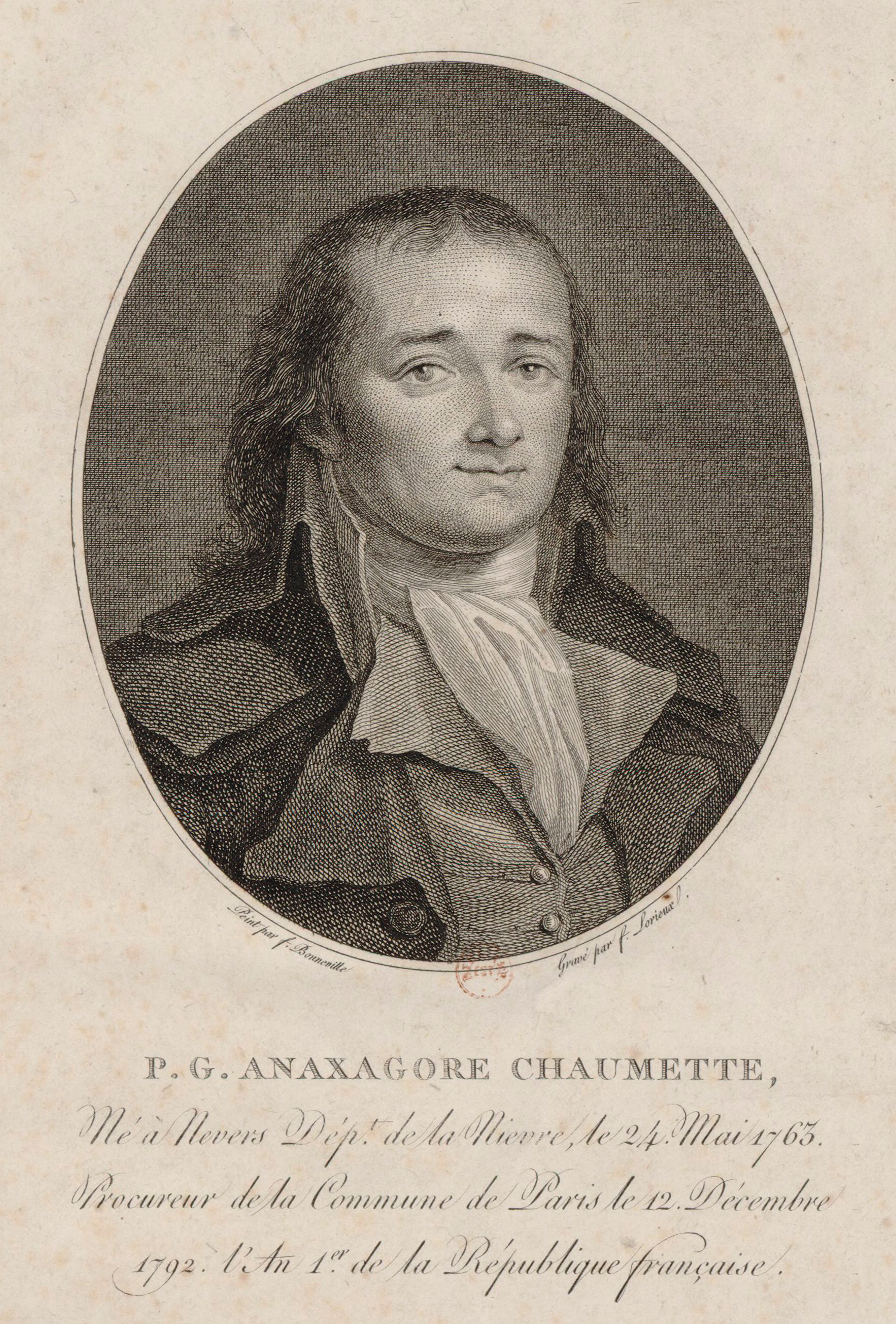
Pierre-Gaspard Chaumette
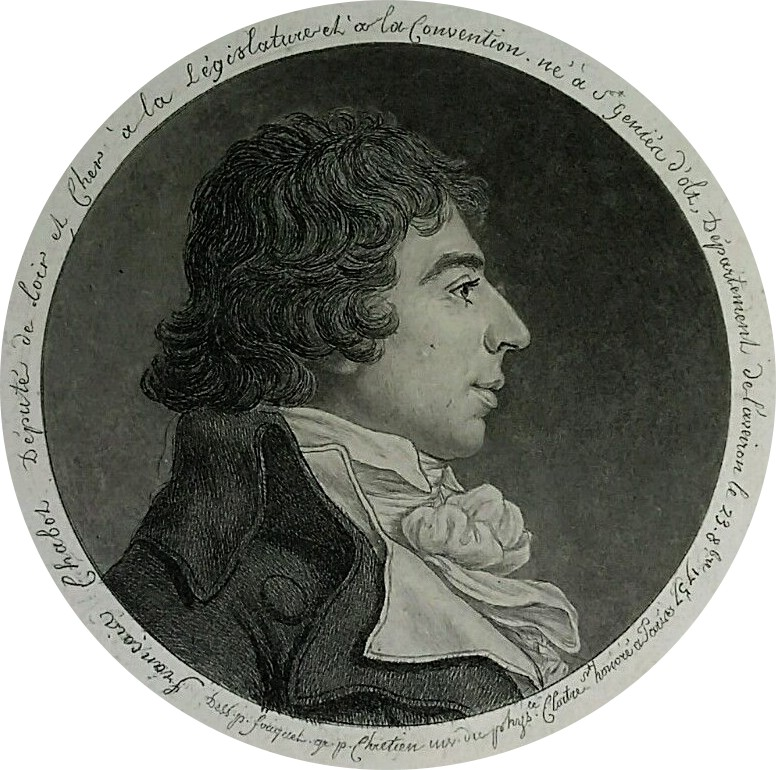
François Chabot
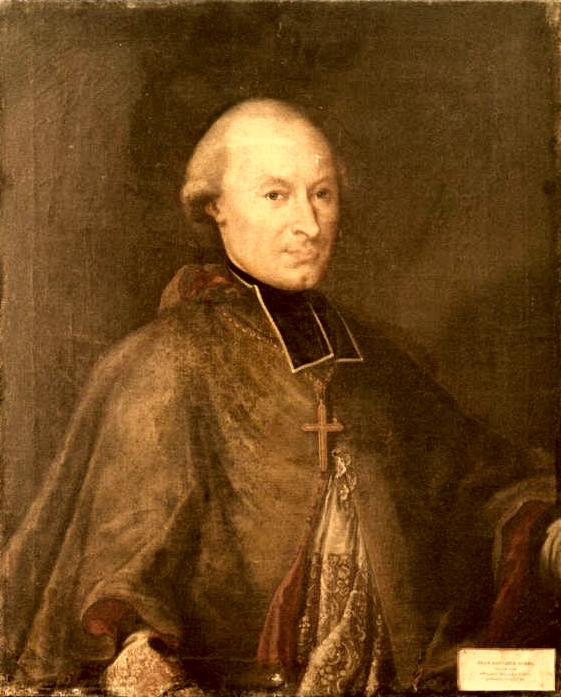
Jean Baptiste Joseph Gobel